# Dobro Selo (kanton hercegowińsko-neretwiański)
Dobro Selo – wieś w Bośni i Hercegowinie, w Federacji Bośni i Hercegowiny, w kantonie hercegowińsko-neretwiańskim, w gminie Čitluk. W 2013 roku liczyła 409 mieszkańców, z czego większość stanowili Chorwaci.